# Roman Kramsztyk

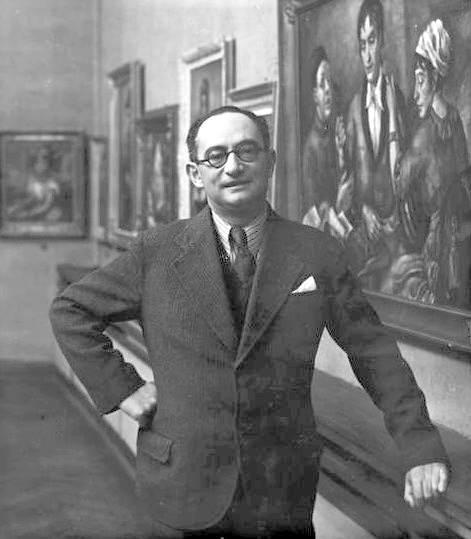
Roman Kramsztyk (1932)

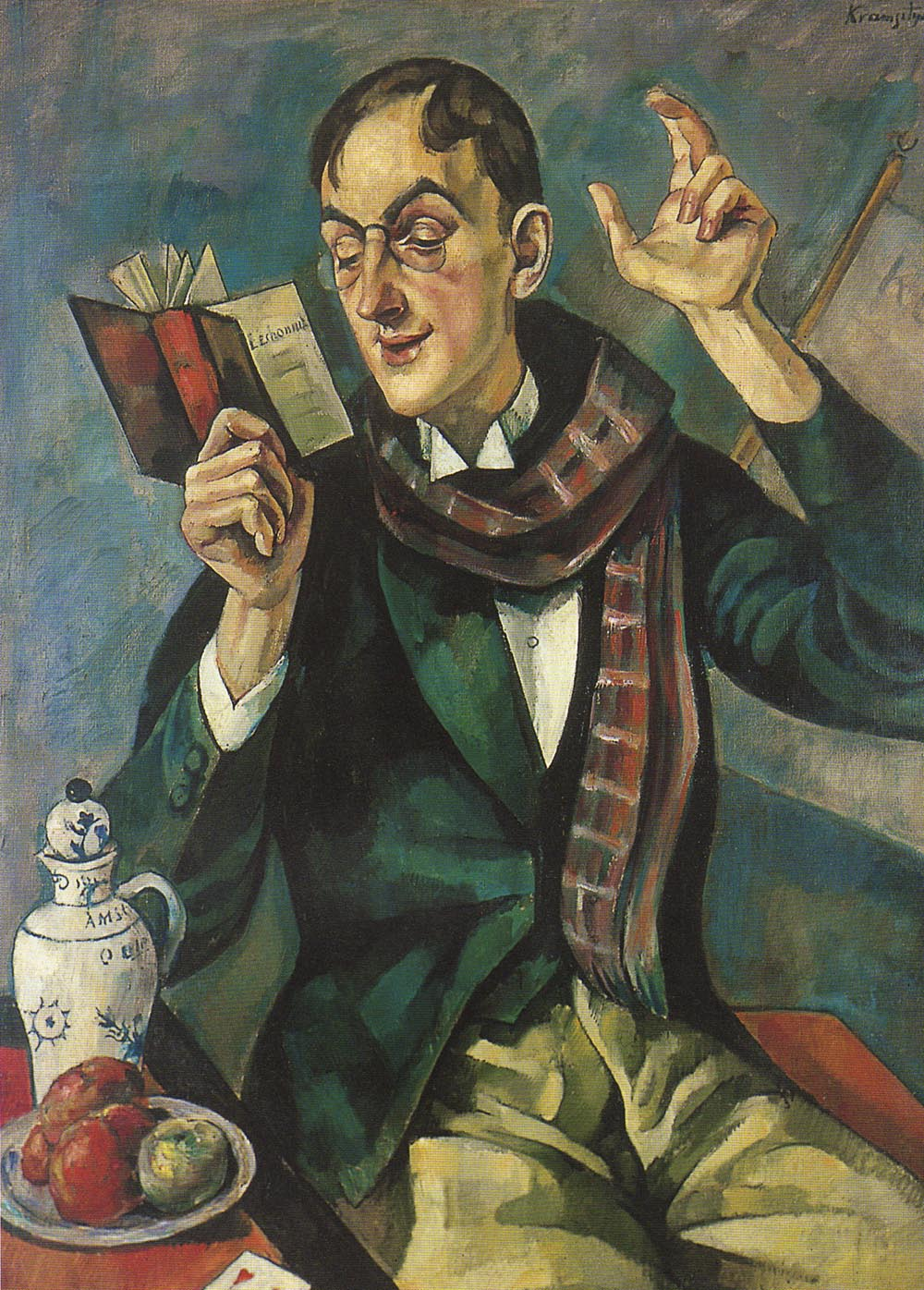
Porträt des Dichters Jan Lechoń (1919)

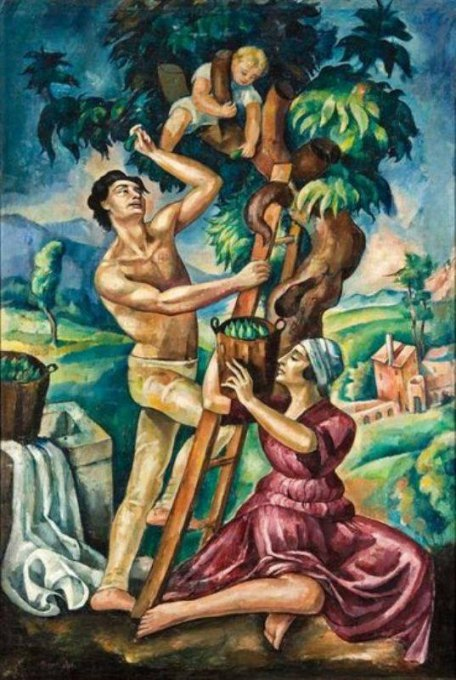
Die Feigenernte (1921)

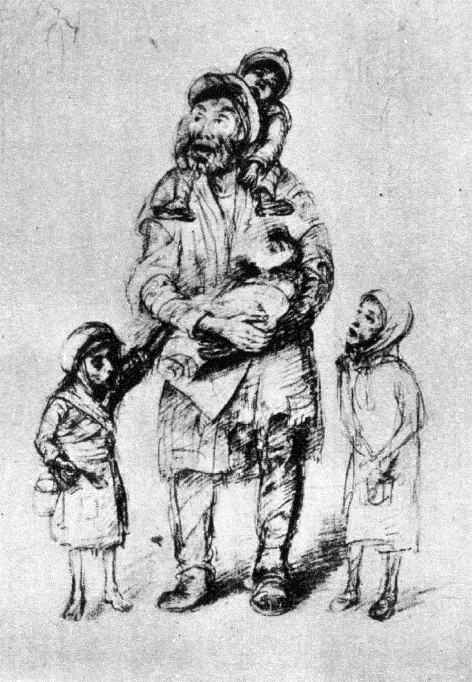
Alter Jude mit Kindern 1941
(Warschauer Ghetto)

Roman Kramsztyk (geboren 18. August 1885 in Warschau, Russisches Kaiserreich; gestorben 6. August 1942 im Warschauer Ghetto) war ein polnischer Maler jüdischer Herkunft. Er war ein Vertreter der neoklassizistischen Bewegung der 1920er und 1930er Jahre.

## Leben
Kramsztyk wurde als Sohn des Julian Kramsztyk und Enkels von Izaak Kramsztyk in eine gebildete und assimilierte jüdische Warschauer Familie geboren. Er wurde unter Zofia Stankiewicz, Adolf Edward Herstein und Miłosz Kotarbiński in Warschau im Malen ausgebildet. Von 1903 bis 1904 studierte er in Krakau an der Kunstakademie unter Józef Mehoffer. Diese Studien setzte er ab dem 4. Mai 1904 an der Königlichen Akademie der Künste in München bei Johann Caspar Herterich fort. Die Jahre 1910 bis 1914 verbrachte er in Paris; in dieser Zeit wurde er Mitglied der 1915 reaktivierten Polnischen Gesellschaft für Kunst und Literatur (in Polnisch: „Polskie Towarzystwo Artystyczno-Literackie“). Während des Ersten Weltkriegs war er in Polen, wo er 1918 Mitglied der Neuen Gruppe (in Polnisch: „Nowa Grupa“) wurde. In Folge besuchte er die Herstein-Schule in Warschau. Im Jahr 1922 war er Mitbegründer der Künstlergruppe „Rytm“ und kehrte danach endgültig nach Paris zurück. Einmal im Jahr besuchte er Polen, 1939 wurde er bei einem dieser Besuche vom Ausbruch des Zweiten Weltkriegs überrascht. Obwohl er nicht jiddisch sprach und ihm das Judentum eher fremd war, entschied er sich, im Warschauer Ghetto zu bleiben. Die dort entstandenen Zeichnungen bezeugen eindringlich die Armut, den Hunger und Tod der Juden während des Holocaust. Kramsztyk wurde 1942 bei der Liquidierung des Ghettos durch deutsche Einheiten von einem Mitglied der sogenannten Wlassow-Armee erschossen.
Die polnischen Künstler Przemysław Gintrowski und Jacek Kaczmarski verarbeiteten 1993 das Leben Kramsztyks im Lied „Kredka Kramsztyka“ (Kramsztyks Buntstift).

## Werk
Er war Vertreter des klassizistischen Stils in der polnischen Malerei. Wie viele seiner Malerkollegen der Zeit wurde auch er in Technik und Komposition stark von Paul Cézannes Werken beeinflusst. Er malte Porträts, figürliche Szenen, Stillleben sowie Akte. Kramsztyk ist auch für seine Leidenschaft für Pastell und Rötel bekannt. Zunächst nutzte er nur eine begrenzte Anzahl an Farben, vor allem Weiß-, Schwarz-, kalte Grün- und dunkle Rottöne. Objekte wurden durch dünne Schwarzlinien getrennt. Oft malte er ältere Frauen, darunter auch Chinesen und Afrikaner, aber auch Landschaften aus Südfrankreich und Spanien. Nach 1918 malte er vorwiegend figurale Szenen und Gruppen, Akte wie auch Porträts Intellektueller und Künstler – die letzteren häufig im Stil alter Meister (Cinquecento-Stil, Peter Paul Rubens, Leonardo da Vinci). Bis zum Zweiten Weltkrieg erschienen in seinem Werk keine jüdischen Themen. In den letzten Jahren seines Lebens hielt er jedoch erschütternde Szenen bei der Vernichtung jüdischen Lebens im Warschauer Ghetto fest.
In Paris wurden seine Werke während einiger Pariser Salons ausgestellt, unter anderem dem Herbstsalon von 1908, dem Salon des Indépendants der Jahre 1911, 1912, 1913, 1925 und 1926, dem Salon des Tuileries 1928, 1929, 1930 und 1939 sowie 1925 und 1928 in der Galerie Druet, 1930 und 1937 in der Galerie Żak und 1935 in der Galerie Des Beaux-Arts. 1937 war er ausstellender Teilnehmer an der Weltfachausstellung Paris 1937 in Paris sowie 1939 an der Weltausstellung in New York. Bilder von ihm wurden auch in Barcelona (1912), Berlin (1912, 1914), Brüssel (1929), Edinburgh (1933), Krakau (1922), Lemberg (1913, 1914, 1930, 1931), Moskau (1933), Pittsburgh (1931), Posen (1913, 1914), Prag (1927), St. Louis (1932), Stockholm (1929), Venedig (1914), Rom (1925), Warschau (1909, 1910, 1912, 1915, 1916, 1917, 1919, 1921, 1922, 1924) und Wien (1915, 1928) gezeigt.